# Surfin’ Bird
Surfin’ Bird — песня американской сёрф-рок группы The Trashmen, достигшая 4 места в хит-параде Billboard Hot 100. Песня была создана барабанщиком группы Стивом Уорером — он объединил две песни группы The Rivingtons («Papa-Oom-Mow-Mow» и «The Bird’s the Word»). Сингл с песней был выпущен в 1963 году на лейбле Garrett Records.

## Кавер-версии
Из-за своей популярности песня была перепета большим количеством групп и музыкантов, в том числе:
- The Iguanas (circa 1965)
- Ramones (1977)
- The Deviants (1978)
- The Cramps (1979)
- The Queers (1994)
- Big Bird (1995)
- Silverchair (1997)
- The Boppers (1997)
- Schwervon! (2000)
- Sodom (2001)
- Sha Na Na
- Raimundos
- Сергей Курёхин (Детский альбом, 1998)[3]
- Messer Chups — Trashman Upgrade (2000)
- The Blackberry (2010)

## В популярной культуре
- Песня звучит в фильме Стэнли Кубрика «Цельнометаллическая оболочка» 1987 года.
- Песня звучит в фильме «Фред Клаус, брат Санты» в том эпизоде, когда Фред убегает от бегущих за ним Санта-Клаусов.
- Песня присутствует в компьютерной игре «Battlefield Vietnam».
- Является любимой песней главного героя мультсериала «Гриффины» Питера Гриффина. Например, в серии «I Dream of Jesus» композиция встречается очень часто.
- В фильме «Большой год» (2011) в качестве рингтона главного героя - Брэда Харриса (Джек Блэк).
- Также звучит в сериале «Как я встретил вашу маму»
- В фильме «Розовые фламинго»
- В фильме «Люди в чёрном»

## Места в чартах
| Чарт (1963)            | Peak position |
| ---------------------- | ------------- |
| U.S. Billboard Hot 100 | 4             |
| Чарт (2009)            | Peak position |
| UK Singles Chart       | 50            |